# Die Mumins. Eine drollige Gesellschaft
Die Mumins. Eine drollige Gesellschaft (Originaltitel: Trollkarlens hatt „Der Hut des Zauberers“) ist das dritte der Mumin-Bücher der finnlandschwedischen Schriftstellerin Tove Jansson. Es erschien 1948. In deutscher Übersetzung erschien es im Jahre 1954 als erstes Werk der Autorin und galt deshalb im deutschsprachigen Raum lange als erster Band der Reihe.

## Handlung
Der Roman erzählt mehrere lose zusammenhängende Begebenheiten eines Sommers im Mumintal. Zu Beginn des Buches bereitet sich die Muminfamilie auf den Winterschlaf vor. Hundert Tage später wird Mumin vom ersten Kuckucksruf geweckt. Außer ihm ist bisher nur der Schnupferich aufgestanden. Nach und nach werden alle anderen Familienmitglieder wach und genießen den ersten Frühlingstag.
Bei einem Ausflug ins Gebirge finden Mumin, der Schnupferich und das Schnüferl einen Zylinderhut, den sie mit nach Hause bringen, ohne zu wissen, dass es sich um den Hut eines Zauberers handelt. Bald stellt sich heraus, dass alles, was in den Hut gelangt, sich in etwas anderes verwandelt: Eierschalen werden zu Wolken, Mumin verwandelt sich vorübergehend in ein dürres Wesen mit riesigen Augen und Ohren, Sand wird zu Wasser und der zu Testzwecken in den Hut gelockte schreckliche Ameisenlöwe kriecht als „kleinster Igel der Welt“ wieder heraus. Von dieser Unberechenbarkeit beunruhigt versuchen die Mumineltern, das Zauberutensil wieder loszuwerden. Mumin und der Schnupferich aber retten den Hut und verbergen ihn in ihrer Höhle am Meer. Dort verwandelt er allerdings das falsche Gebiss des Bisam in etwas namenlos Schreckliches, versetzt den in der Höhle eingenickten Bisam in Panik, und landet letztlich doch wieder im Haus der Familie.
Die erweiterte Familie der Mumins unternimmt eine Bootsfahrt auf eine Insel. Dort übersteht sie ein schweres Gewitter und eine Begegnung mit den vom Gewitter elektrisierten Hatifnatten, die das Snorkfräulein seine Stirnfransen kostet, und kehrt mit allerlei Strandfunden heim. 
Im heißesten Sommer übernachten Mumin und seine Freunde in ihrer Höhle, wo ihnen der Schnupferich die Geschichte von einem Zauberer erzählt, der auf seinem schwarzen Panther durch das Universum reist, immer auf der Suche nach einem Edelstein, dem „Königsrubin“. In der Nacht regnet es, und am Morgen entschließt man sich zu einem Angelausflug, der durch den Fang des gigantischen „Mameluken“ gekrönt wird. Als die Gesellschaft mit dem Riesenfisch nach Hause kommt, hat der Hut im Muminhaus einige welke Pflanzen so sehr wachsen lassen, dass das ganze Haus überwuchert ist. Die Mumins arrangieren sich jedoch auch mit dieser Veränderung, und die Kinder spielen im Haus Tarzan. Bei Sonnenuntergang vertrocknet die Vegetation, und die Familie macht aus den Resten ein großes Lagerfeuer, über dem der Mameluk gebraten wird.
Im August erscheinen zwei neue Wesen im Haus. Tofsla und Vifsla sprechen zwar „ausländisch“ und sorgen damit für etwas Verwirrung, werden aber sofort in die Familie aufgenommen. Den beiden ist jedoch auch die Morra ins Mumintal gefolgt – ein beängstigendes Wesen, das dort, wo es steht, alles Lebendige erfrieren lässt. Die Morra verfolgt Tofsla und Vifsla, die ihr etwas Wertvolles entwendet haben, das sie niemandem zeigen möchten. Die Muminfamilie inszeniert eine Gerichtsverhandlung unter der Leitung des gewissenhaften Snorks, in der der die Ansprüche beider Seiten genau abgewogen werden. Die Morra fordert ihren Besitz zurück, lässt sich aber schließlich auf ein Tauschgeschäft ein und nimmt stattdessen den Hut des Zauberers mit.
Bald darauf entwenden Tofsla und Vifsla, die es mit dem Eigentum insgesamt nicht so genau nehmen, die Handtasche der Muminmutter, um sie als Schlafplatz zu nutzen. Als sie später erfahren, wie betrübt die Muminmutter über den Verlust ihres essentiellen Accessoires ist, geben sie ihr die Tasche zurück. Hocherfreut richtet die Muminmutter zu Ehren der beiden ein großes Sommerfest aus, zu dem alle Wesen aus der Umgebung eingeladen sind. Das Fest erreicht einen ersten Höhepunkt, als die gerührten Tofsla und Vifsla allen Anwesenden einen Blick auf ihren geheimen Schatz erlauben, bei dem es sich um den Königsrubin handelt. Das strahlende Licht des Rubins scheint bis zum Mond hinauf und ruft den Zauberer herbei. Der zunächst etwas furchteinflößende Gast, milde gestimmt durch die Pfannkuchen der Muminmutter, sieht bereitwillig ein, dass der von der Morra gekaufte Königsrubin jetzt rechtmäßig Tofsla und Vifsla gehört. Freundlich erfüllt er jedem Familienmitglied einen Wunsch – darunter praktische, sinnvolle, selbstlose, etwas alberne und sehr unüberlegte Anliegen. Tofsla und Vifsla wünschen sich eine originalgetreue Kopie des Rubins, die sie dem Zauberer schenken (der, wie sich herausstellt, die Wünsche anderer erfüllen kann, aber nicht seine eigenen). Bei allerbester Laune erfüllt der Zauberer bis zum Morgen die Wünsche sämtlicher Festteilnehmer, man isst, trinkt, tanzt und ist in seliger Stimmung.
Im Morgengrauen nach dem Fest gehen Mumin und seine Mutter glücklich nach Hause und denken an den kommenden Herbst.

## Figuren
Der in Komet im Mumintal eingeführte Kanon an Figuren prägt auch in diesem Buch die Handlung. Mumins Freundeskreis, bestehend aus dem Schnupferich, dem Snork und dem Snorkfräulein, dem Schnüferl und dem Hemul, hat sich als feste Gruppe etabliert. Der Bisam lebt ebenfalls weiterhin bei der Familie, bleibt aber während Mumins Unternehmungen bei den Erwachsenen und nimmt an den meisten Abenteuern nicht teil. Zum Ende des Buches verlässt der Schnupferich das Tal, kündigt aber seine Rückkehr an und bereitet so seine Rolle als nur gelegentlich anwesende Figur vor, die er in den folgenden Büchern beibehält.
Neu hinzugekommen sind in diesem Buch Tofsla und Vifsla – in der schwedischen Originalfassung Tofslan und Vifslan genannt. Die beiden unzertrennlichen Wesen sind an Tove Jansson selbst und ihre Freundin Vivica Bandler angelehnt, von denen sich auch ihre Namen ableiten.  Die beiden Frauen verband um diese Zeit eine heimliche Liebesbeziehung. Da Homosexualität in Finnland unter Strafe stand, konnten sie in Gegenwart anderer nicht offen über ihre Beziehung sprechen und verständigten sich mit selbsterdachten Codes. Dies reflektieren Tofsla und Vifsla, die als einzige Figuren in den Mumin-Büchern ihre eigene Sprache sprechen, die für andere schwer verständlich ist. Tove Jansson identifizierte sich und Vivica Bandler so sehr mit den Figuren, dass sie Vivica in ihren Briefen als „Vifslan“ ansprach und mit „Tofslan“ unterschrieb. Das Gegenstück zu Tofsla und Vifsla, die Morra, kann als die äußere Bedrohung gelesen werden, die Jansson durch die strikten gesellschaftlichen Normen und repressiven Gesetze empfand. Die Morra will Tofsla und Vifsla den Rubin, ihr Symbol für Schönheit und Liebe, nehmen. Im Gegensatz zur Handtasche der Muminmutter, die Tofsla und Vifsla bereitwillig zurückgeben, sind sie in diesem Fall nicht bereit, ihren Schatz wieder aufzugeben und verteidigen ihre Eroberung gegen alle Angriffe. Ihr größter Wunsch ist es, ihren Schatz nicht länger verstecken zu müssen und ihn dem ganzen Mumintal zeigen zu können.
In den folgenden Mumin-Bänden kommen Tofsla und Vifsla nicht mehr vor. Sie haben aber einen weiteren Auftritt in Janssons 1977 erschienenem Bilderbuch Die gefährliche Reise. Die Morra spielt dagegen in drei weiteren Mumin-Romanen sowie in zwei Bilderbüchern eine Rolle.

## Themen
Die Mumins. Eine drollige Gesellschaft ist das erste Buch, das Jansson in Friedenszeiten schrieb. So ist es im Gegensatz zu ihren ersten beiden Büchern nicht von einer alle Lebewesen bedrohenden Katastrophe geprägt, sondern ist eine Abenteuergeschichte mit magischen Elementen.
Die Episode um die Bootsfahrt zur Insel, die den Handlungsverlauf um den Zauberhut unterbricht, handelt von einem zentralen Thema in Tove Janssons Leben: dem Traum von der Seefahrt und dem Leben auf den Schären, wo Jansson und ihre Familie die Sommer verbrachten. Auch in Muminvaters wildbewegte Jugend, Geschichten aus dem Mumintal, Mumins wundersame Inselabenteuer und dem Bilderbuch Wer tröstet Toffel? spielen Seereisen und das Inselleben eine Rolle.
Die Mumins. Eine drollige Gesellschaft behandelt auch komplexe gesellschaftliche Themen. So setzt sich zum Beispiel die Muminfamilie mit rechtsphilosophischen Fragen um Recht und Gerechtigkeit auseinander, als sie erörtert, wem der Rubin gehören soll: der Morra, die den Stein nur aus Prinzip besitzen will und mit ihm nichts anzufangen weiß, oder Tofsla und Vifsla, die ihn sich unerlaubt angeeignet haben, die ihn aber wegen seiner Schönheit schätzen und auch andere daran teilhaben lassen.

## Publikationsgeschichte
Janssons bisheriger Verlag Söderström befand das Manuskript für gut, wollte aber wegen der geringen Verkaufszahlen der ersten beiden Bücher die Reihe trotzdem nicht weiter verlegen. Jansson einigte sich mit einem neuen Verlag, Schildt’s, musste sich ihm gegenüber jedoch zunächst gegen Kürzungen in Text und Illustrationen durchsetzen. Die Mumins. Eine drollige Gesellschaft erhielt gute Kritiken, besonders in den schwedischen und finnlandschwedischen Medien. Es wurde jedoch auch dafür kritisiert, keinen pädagogischen Anspruch zu haben und nicht eindeutig genug als Kinder- oder Erwachsenenbuch klassifizierbar zu sein.
Die Mumins. Eine drollige Gesellschaft  wurde Janssons erster internationaler literarischer Erfolg und brachte ihr erstmals eine große Medienaufmerksamkeit und Anfragen für Nutzungsrechte ein. In vielen Ländern, darunter im deutschsprachigen und englischsprachigen Raum, wurde Die Mumins. Eine drollige Gesellschaft als erstes Buch der Reihe vermarktet. Daher rührt auch der abweichende Titel (im Englischen: Finn Family Moomintroll), der die bis dahin noch unbekannte Muminfamilie dem Publikum vorstellen sollte, wofür der Originaltitel Trollkarlens hatt (Der Hut des Zauberers) nicht geeignet schien. Der finnischsprachigen Mehrheit in Janssons Heimatland wurde das Buch erst viel später bekannt, da erst 1987 eine finnische Übersetzung erschien. Obwohl sich das Buch offenbar als Einstieg in die Reihe eignet, wie sein internationaler Erfolg beweist, fehlen bei dieser Lesereihenfolge der Hintergrund der Figuren und die Geschichte ihres Zusammentreffens. Die Anwesenheit der unterschiedlichen Wesen im Muminhaus muss als selbstverständlich akzeptiert werden. Erst als 1961 Komet im Mumintal erschien, erfuhr das deutschsprachige Publikum, wie die Figuren sich kennenlernten.
In Deutschland erschien Die Mumins. Eine drollige Gesellschaft 1954 in einer Übersetzung von Vivica und Kurt Bandler. Ihre erste Übersetzung wurde auf Betreiben des Verlags Benziger an vielen Stellen verändert und wich dadurch stark von der Vorlage ab. Unter anderem wollte der Verlag die Bücher seinem katholisch ausgerichteten Verlagsprogramm anpassen, indem eingefügt wurde, dass die Mumins vor dem Schlafengehen beteten. Für die von Tove Jansson überarbeitete Fassung, die 1968 im Ravensburger Buchverlag erschien, konnte das Übersetzerpaar Bandler eine neue, originalgetreuere Übersetzung durchsetzen. Im Gegensatz zu Komet im Mumintal überarbeitete Jansson das Buch kaum inhaltlich, sondern vor allem sprachlich. Die Sprache wurde abstrakter und wird daher als „erwachsener“ bewertet als die der ersten Fassung. 1990 erschien eine Neuauflage im Arena Verlag. Im selben Verlag erschien 2001 eine Neuübersetzung von Birgitta Kicherer.
2006 erschien im Verlag Sauerländer eine leicht gekürzte Hörbuchfassung, gelesen von Dirk Bach.
Die schwedische Autorin Cecilia Davidsson brachte ab 2017 mehrere Bilderbücher heraus, in denen sie ausgewählte Episoden aus dem Mumin-Büchern nacherzählt. Für in Deutschland unter dem Titel Abenteuer im Mumintal erschienenen Sammelband dienten Teile der Handlung von Die Mumins. Eine drollige Gesellschaft als Grundlage. Cecilia Heikkilä illustrierte das Buch angelehnt an Tove Janssons Stil. Birgitta Kicherer übersetzte es ins Deutsche.

## Adaptionen
Die Mumins. Eine drollige Gesellschaft diente als Grundlage für das Puppenspiel Die Muminfamilie, das von der Augsburger Puppenkiste inszeniert und 1959 erstmals im Fernsehen ausgestrahlt wurde. Es war die erste Verfilmung eines Mumin-Buches. Die Handlung diente auch als Grundlage für die ersten fünf Folgen der polnisch-österreichischen Stop-Motion-Serie Die Mumins. Eine russische Zeichentrick-Verfilmung ist lose an die Handlung des Buches angelehnt. In der japanischen Animations-Serie Mumins basieren die ersten acht Folgen auf dem Buch.
In der schwedischen Serie Mumindalen aus dem Jahr 1973 wurde die Geschichte in den Folgen 17 bis 20 behandelt.
Im April 2017 führte das Finnische Nationalballett auf seiner Japan-Tournee das Ballett Moomin and the Magician’s Hat in Tokio und Osaka auf. Die Komposition von Tuomas Kantelinen und Choreografie von Kenneth Greve basieren auf der Handlung von Die Mumins. Eine drollige Gesellschaft.